# Жозіас Браун-Бланке
Жозіас Бра́ун-Бланке́ (фр. Josias Braun-Blanquet; *3 серпня 1884, Кур, Швейцарія — †20 вересня 1980, Монпельє, Франція) — геоботанік XX століття, засновник і керівник франко-швейцарської (середньоєвропейської) школи геоботаніки. Створив систему класифікації рослинності, котра на сьогодні є домінуючою.

## Біографічні відомості
1905–1912 — асистент ботаніків Шрьотера, Брокмана-Єроша та Рюбеля.
1913–1915 — навчання у м. Монпельє під керівництвом Чарльза Флахаута.
1914–1921 — польові дослідження на території Швейцарського національного парку.
1915 — отримує ступінь доктора філософії в Університеті Монпельє.
1915–1922 — асистує Едуарду Рюбелю, а також читає лекції в університеті м. Цюрих.
1930–1980 — директор Міжнародної станції альпійської та середземноморської геоботаніки (англ. International Station for Alpine and Mediterranean Geobotany, SIGMA) у Монпельє, де здійснює геоботанічні дослідження.
1948 — засновує і стає першим редактором журналу «Vegetatio» (сучасна назва — «Plant Ecology») — провідного періодичного видання у галузі фітоценології та екології рослин.

## Досягнення
Браун-Бланке здійснив вагомий внесок у розвиток методів геоботанічних досліджень, сформулював цілісне уявлення про організацію рослинного покриву, сформулював принципи класифікації рослинного покриву та створив систему класифікації (еколого-флористична класифікація). У подальшому до системи Браун-Бланке приєднались чисельні наукові центри, котрі до цього використовували інші принципи класифікації, внаслідок чого система Браун-Бланке зайняла провідні позиції в геоботанічній науці.
Система Браун-Бланке базується на розумінні рослинного покриву як континуума і, таким чином, визнає штучність будь-якої класифікації рослинності. Головну роль у класифікації за системою Браун-Бланке відіграє процес встановлення синтаксонів «знизу» шляхом групування рослинних угруповань за подібністю флористичного складу, котрий відображає екологічні умови і стадію сукцесії.
Результати досліджень Ж. Браун-Бланке виклав у монографії «Pflanzensoziologie» (1928), котра у подальшому неодноразово доповнювалась і перевидавалась.

## Визнання
У 1974 нагороджений медаллю Лондонського Ліннеївського товариства.

## Основні праці
- Die Vegetationsverhältnisse der Schneestufe in den Rätisch-Lepontischen Alpen. Ein Bild des Pflanzenlebens an seinen äußersten Grenzen. Schweiz. Naturforsch. Gesellschaft Zürich 1913.
- Pflanzensoziologie. Grundzüge der Vegetationskunde. Springer-Verlag Berlin 1928 = Biologische Studienbücher Bd. 7; 2. umgearb. u. verm. Aufl. Springer-Verlag Wien u. New York 1951; 3. neubearb. und wesentlich verm. Aufl. ebd. 1964.
- Flora von Graubünden. Vorkommen, Verbreitung und ökolog.-soziolog. Verhalten der wildwachsenden Gefäßpflanzen Graubündens und seiner Grenzgebiete (gemeinsam mit Eduard Rübel). 4 Teillieferungen, Verlag Huber Bern 1932–1935 = Veröffentlichungen des Geobotanischen Instituts Rübel Zürich Bd. 7.
- Die inneralpine Trockenvegetation. Von der Provence bis zur Steiermark. Verlag Gustav Fischer Stuttgart 1961 = Geobotanica selecta Bd. 1.
- La Végétation alpine des Pyrénées Orientales, étude de phyto-sociologie comparée [Архівовано 23 липня 2015 у Wayback Machine.] (Monografías de la Estación de Estudios Pirenaicos y del Instituto Español de Edafología, Ecología y Fisiología Vegetal, 9 (Bot. 1). Consejo Superior de Investigaciones Científicas, Barcelona, 1948)
- Las comunidades vegetales de la depresión del Ebro y su dinamismo [Архівовано 3 березня 2014 у Wayback Machine.], con Oriol de Bolòs (Ayuntamiento de Zaragoza, 1987).